# Piaggio
A Piaggio & C. SpA ([ˈpjaddʒo]) olasz gépjárműgyártó, amely hét márkanév alatt gyárt kétkerekű gépjárműveket és kompakt haszongépjárműveket. A Piaggio, Vespa, Gilera, Aprilia, Moto Guzzi, Derbi és Scarabeo tartozik márkacsaládjába. Vállalati központja Pontederában, Olaszországban található. A céget Rinaldo Piaggio alapította 1884-ben, kezdetben mozdonyokat és vasúti kocsikat gyártott.
A Piaggio és leányvállalatai összesen 7053 alkalmazottat foglalkoztatnak. 2014-ben összesen 519 700 járművet gyártottak. A gyártó hat kutatási és fejlesztési központtal rendelkezik, és több mint 50 országban végez gyártást.

## Története
1882-ben Enrico Piaggio területet vásárolt Sestri Ponenteben (Genova), hogy fatelepet létesítsen. Két évvel később, 1884-ben 20 éves fia, Rinaldo Piaggio megalapította a Piaggio & C-t. A cég kezdetben mozdonyokat és vasúti kocsikat épített, de 1917-ben, az első világháború vége felé Rinaldo Piaggio a katonai szektor felé fordult. Kezdetben a vállalat MAS tengeralattjáró-elhárító motorcsónakokat, repülőgépeket és hidroplánokat gyártott Ansaldo, Macchi, Caproni és Dornier engedélyekkel, de később a Piaggio saját tervei szerint készült járműveket épített.
1937 és 1939 között a Piaggio 21 világrekordot ért el a cég új pontederai gyárában épített repülőgépeivel és hajtóműveivel, amelyek legnagyobbika a négymotoros Piaggio P.108 bombázó volt.
Rinaldo 1938-ban halt meg. Ekkor a Piaggio gyárnak több tulajdonosa volt a családon belül, valamint Attilio Odero vállalkozó. A cég irányítását fiai, Enrico és Armando örökölték.
1940-re a Piaggio vonatokat, hajózási szerelvényeket, repülőgép-hajtóműveket, repülőgépeket, teherautókat, villamosokat, buszokat, siklót, valamint alumínium ablakokat és ajtókat gyártott. A pontederai üzemet a szövetségesek bombázásai megsemmisítették, és a termelési tevékenységet Biella területére helyezték át. A háború után Enrico Piaggio úgy döntött, hogy diverzifikálja a vállalat tevékenységét. A repüléstechnikán túl korszerű és megfizethető szállítási eszközöket kívánt fejleszteni a nagyközönségnek. Az első kísérlet, amely egy ejtőernyősöknek készült kis motorkerékpáron alapult, MP5 néven lett ismert, és furcsa formája miatt a „Paperino” (Donald kacsa olasz neve) becenevet kapta. Végül Enrico Piaggionak nem tetszett, és felkérte Corradino D'Ascaniót, hogy tervezze újra.
D'Ascanio, az Agusta első modern helikopterének tervezéséért és kivitelezéséért felelős repüléstechnikai mérnök természetesen nem rajongott a motorkerékpárokért, mivel kényelmetlennek és nagynak ítélte őket. Emellett defekt esetén nehezen cserélhető kerekekkel voltak szerelve. Amikor felkérték, hogy tervezzen motorkerékpárt Ferdinando Innocenti számára, D'Ascanio előállt egy új ötlettel a robogó tervezésében. Azonban D'Ascanio és Innocenti nem értett egyet abban, hogy inkább préselt acélvázat használjanak a csőváz helyett, ezért D'Ascanio a Piaggióhoz vitte a tervezést. Az Innocenti végül D'Ascanio eredeti dizájnját használta Lambretta robogójához.
Piaggio felkérte D'Ascaniót, hogy készítsen egy egyszerű, robusztus és megfizethető járművet. A motorkerékpárnak jól vezethetőnek kellett lennie férfiak és nők számára egyaránt, utas szállítására alkalmasnak kell lennie, és a motoros ruháját nem érhette kosz vezetés közben. A mérnök rajzai jelentős eltérést mutattak a Paperinótól. Mario D'Este segítségével elkészítette az első Vespa projektet, amelyet Piaggio újonnan felépített pontederai központjában gyártottak 1946 áprilisában. Piaggio piacra dobta a Vespát (olaszul „darázs”), és tíz éven belül több mint egymillió példányt gyártottak. Az olasz nyelv új szót kapott ekkor, „vespare”, ami azt jelenti, hogy Vespán menni valahova. 

### Tulajdonjog

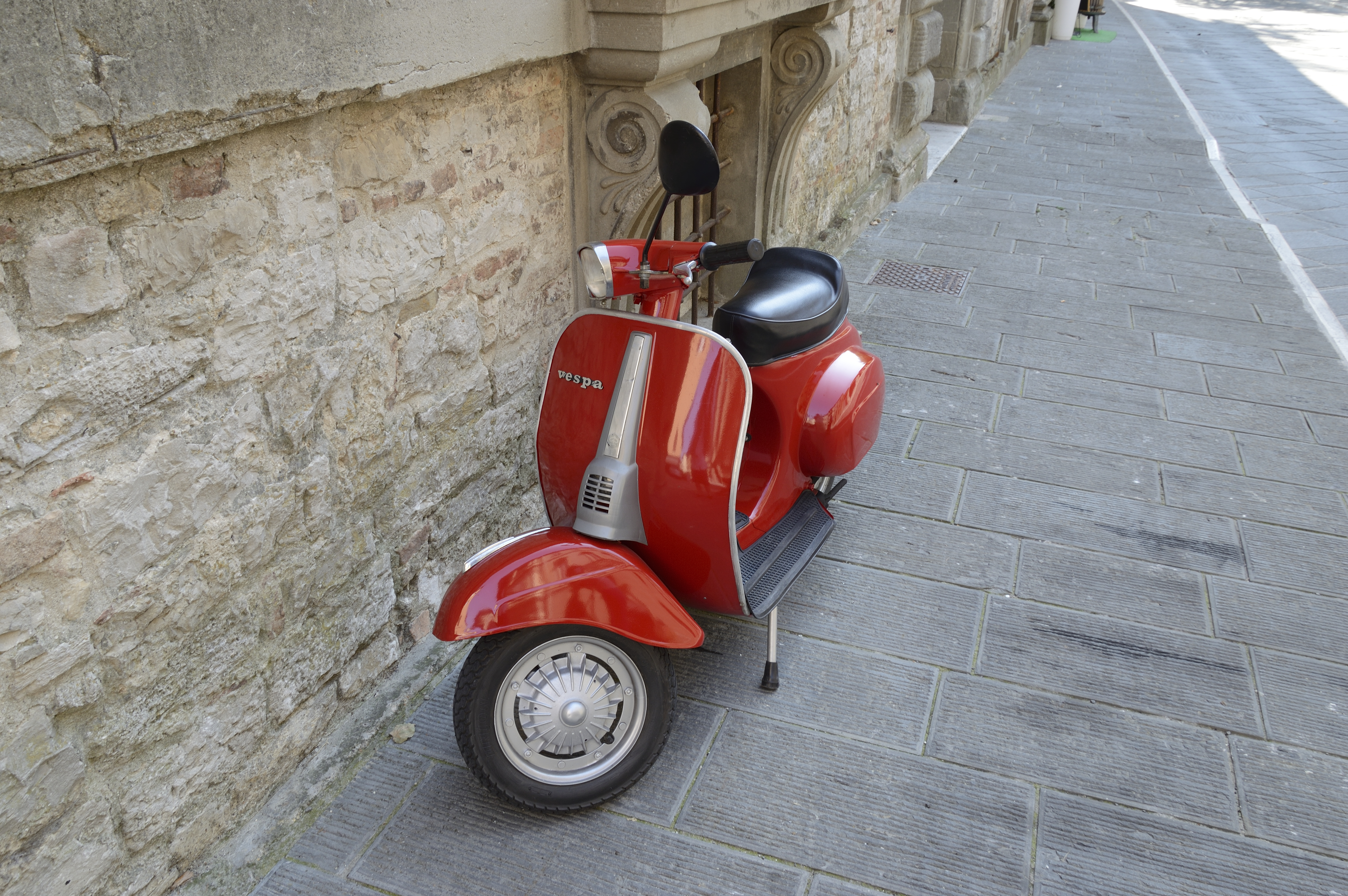
Vespa Todi egy utcáján

A Vespa gyártása 1992-ig virágzott. Ekkor Giovanni Alberto Agnelli, Antonella Bechi Piaggio és Umberto Agnelli fia lett a vezérigazgató. Agnelli nagyon sikeres volt a termelési kapacitás bővítésében és a kínálat korszerűsítésében is. Azonban 1997-ben, 33 évesen váratlanul meghalt rákban. 1999-ben a Morgan Grenfell Private Equity felvásárolta a Piaggio-t gyors eladás reményében, azonban ezek a tervek nem voltak sikeresek. Olaszországban a Piaggio 15 millió eurót (19,4 millió dollárt) fektetett be egy új motorkerékpár fejlesztésébe, de a prototípus elkészítése után levetették az ötletet. 2002 végére a cég 577 millió eurónyi adóssággal rendelkezett 945 millió eurós árbevétel mellett, és 129 millió eurónyi veszteséget könyvelt el.
2003-ban a Piaggio adósságát csökkentette egy 100 millió eurós befektetés, amelyet az IMMSI, a Colaninno család holdingtársasága hajtott végre. 150 millió részvényt is konvertáltak a hitelező bankok ekkor. A befektetésére reagálva Roberto Colaninno azt mondta: „Sokan azt mondták nekem, hogy őrült vagyok. A Piaggio nem haldoklott. Csak jobban kellett vele bánni."
Colaninno lett a Piaggio új elnöke, míg Dr. Rocco Sabelli az ügyvezető igazgató. A Sabelli a gyártósort japán elvek szerint alakította át úgy, hogy minden Piaggio robogót bármilyen futószalagon lehessen készíteni. A várakozásokkal ellentétben Mr. Colaninno egyetlen dolgozót sem bocsátott el – ez a lépés segített elcsábítani a cég szkeptikus szakszervezeteit. „A vállalatnál mindenki része az értékláncnak” – mondta Colaninno. A fizikai dolgozók és a vezetőség minden bónusza ugyanazon kritériumokon alapult: haszonkulcson és ügyfél-elégedettségen. A gyárban először klímaberendezést szereltek fel, növelve ezzel a termelékenységet. A cég pénzügyi válsága miatt tétlenül járt mérnökei számára határidőket is adott a projektekhez. 2004-ben két világújdonságot dobtak ki: egy gáz-elektromos hibrid robogót és egy kifinomult dönthető robogót, két első és egy hátsó kerékkel, hogy jobban tapadjanak az úton.
A Piaggio egyik problémája, amelyet Mr. Colaninno belülről nem tudott megoldani, a mérete volt. Annak ellenére, hogy a Piaggio volt az európai piacvezető, eltörpült a rivális Honda és Yamaha mellett. Egy évvel Piaggio egészségének helyreállítása után Colaninno irányította az olasz robogó- és motorkerékpár-gyártó Aprilia Piaggio általi átvételét, és ezzel együtt az Aprilia tulajdonában lévő Moto Guzzit, a nagy múltú olasz motorkerékpár-gyártóét.
2006-ban a Piaggio bekerült a milánói tőzsdére, és nyilvános társasággá vált.

### Termelés
1956-ban, a milliomodik Vespa robogó legyártásával Olaszországban is megszületett az első sorozatgyártású motoros jármű. A Vespa sikerének köszönhetően megnövekedett pénzügyi sikert is kihasználva a Piaggio más termékeket is kifejlesztett, köztük az 1957-es Vespa 400 -at, egy kompakt személyautót.
1959-ben a Piaggio az Agnelli család, a Fiat SpA autógyártó tulajdonosai irányítása alá került.
1960-ra a Vespa 4 millió darabot gyártott és adott el világszerte. 
1964-ben a Piaggio repüléstechnikai és motorkerékpár részlege két független vállalattá vált.  A repüléstechnikai részleg az IAM Rinaldo Piaggio nevet kapta. A Piaggio Aero repülőgépgyártó céget Piero Ferrari családja irányította, akik még mindig a Ferrari 10%-át birtokolják.
1969-ben a Piaggio megvásárolta a Gilera motorkerékpár gyártót amely Európa egyik legrégebbi motorkerékpár gyártója (1909-es alapítás), híres sporteredményekkel és motoros világbajnokságon szerzett világbajnoki címekkel.
1971-ben kormánykerék került a Piaggio Ape -be, amely modellt először 1948-ban gyártották, és az Ape Car-ban csúcsosodott ki. Négy évvel később, 1975-ben a cég elkészítette az elektromos Ape első prototípusát.
1988-ban a Vespa 10 millió darab eladott motor mérföldkövéhez érkezett.
1996-ban, az első modell ötvenedik évfordulóján a Vespa túllépte a 15 millió darabot, és piacra került az új, négyütemű Vespa ET, az első teljesen új Vespa 18 éve. A Piaggio még mindig rossz anyagi helyzetben volt, de a márka ismertsége továbbra is erős maradt, amit az ET4 több hollywoodi filmben való megjelenése is felerősített.
1999-ben Baramatiban megkezdődött egy háromkerekű Ape gyártása az indiai piacra.
2000-ben Piaggio és Vespa visszatért az Egyesült Államokba az első Vespa Boutique megnyitásával Los Angelesben. Ugyanebben az évben Pontederában avatták fel a Piaggio Történeti Múzeumot. A múzeum bemutatja a Piaggio Történeti Archívumot, amely az egyik legátfogóbb vállalati archívum Olaszország ipartörténetéről.
2001-ben a Piaggio csoport megvásárolta a Derbi-Nacional Motor SA-t, egy történelmi spanyol márkát, amelyet 1922-ben alapítottak, és 18 világbajnoki címet nyert, és a kontinensen vezető szerepet töltött be a kis lökettérfogatú motorkerékpárok szegmensében. Ugyanebben az évben a Gilera visszatért a motoros világbajnokságba, és azonnal megnyerte a világbajnoki címet a 125-ös kategóriában Manuel Poggialival.
2004 december végén írták alá a végleges szerződést az Aprilia – Moto Guzzi Csoport megvásárlásáról. Megszületik a legfontosabb európai kétkerekű csoport.
2007-ben a Piaggio Group hivatalosan is megérkezett Vietnámba. A Vinh Phuc-i üzemben megtalálható a kutatás-fejlesztés, a hegesztési és festési tevékenységek, valamint a robogók végső összeszerelése is  raktárral, teszteléssel, minőség-ellenőrzéssel és irodaterületekkel.
2009-ben debütált a piacon a Piaggio Mp3 Hybrid, amely az első hibrid robogó volt a világon, amely a hagyományos belső égésű motort zéró emissziós villanymotorral kombinálja és egyesíti a két hajtáslánc előnyeit.
Baramatiban (Mahárástra állam) 2012-ben megnyílt a Piaggio csoport új, a helyi piacra szánt Vespa-gyártó üzeme.
2013-ban megnyílt a PADC – Piaggio Advanced Design Center Pasadenában (Kalifornia, Egyesült Államok). A Vespa 946-ot is piacra dobták az új Vespa Primaverával, a "kistestű" család legújabb fejlesztésével együtt.
2013-ban a Vespa világszerte csaknem 190 000 darabot értékesített; 2004-ben ez a szám 58 000 volt. Tíz év folyamatos fejlődés alatt több mint 1,3 millió új Vespa került a világ utcáira. 1946 óta több mint 18 millió Vespát gyártottak és adtak el.
2017 szeptemberében a Foton és a Piaggio megállapodtak abban, hogy közös vállalatot alapítanak könnyű haszongépjárművek fejlesztésére és gyártására. A Foton alvázra épülő új járművet a Piaggio Haszonjárművek részlege értékesítette Európában és a világ minden piacán, Kínában azonban nem. 

## Kulturális projekt
A Piaggio „kulturális projektje” a vállalat örökségének újjáépítését és gyarapítását segíti elő, és három kezdeményezésből áll: a Piaggio Alapítványból, a Történeti Levéltárból és a Piaggio Múzeumból. 2003-ban a Múzeum és Levéltár a Legjobb Vállalati Múzeum és Archívum címet kapta a Premio Impresa e Cultura olasz díj elnyerésével. 2016-ban az olasz Kulturális Minisztérium védnöksége alatt Piaggio megkapta a Corporate Art Award -ot a pptArttól a Vállalati Múzeumáért. 

## Márkák és modellek

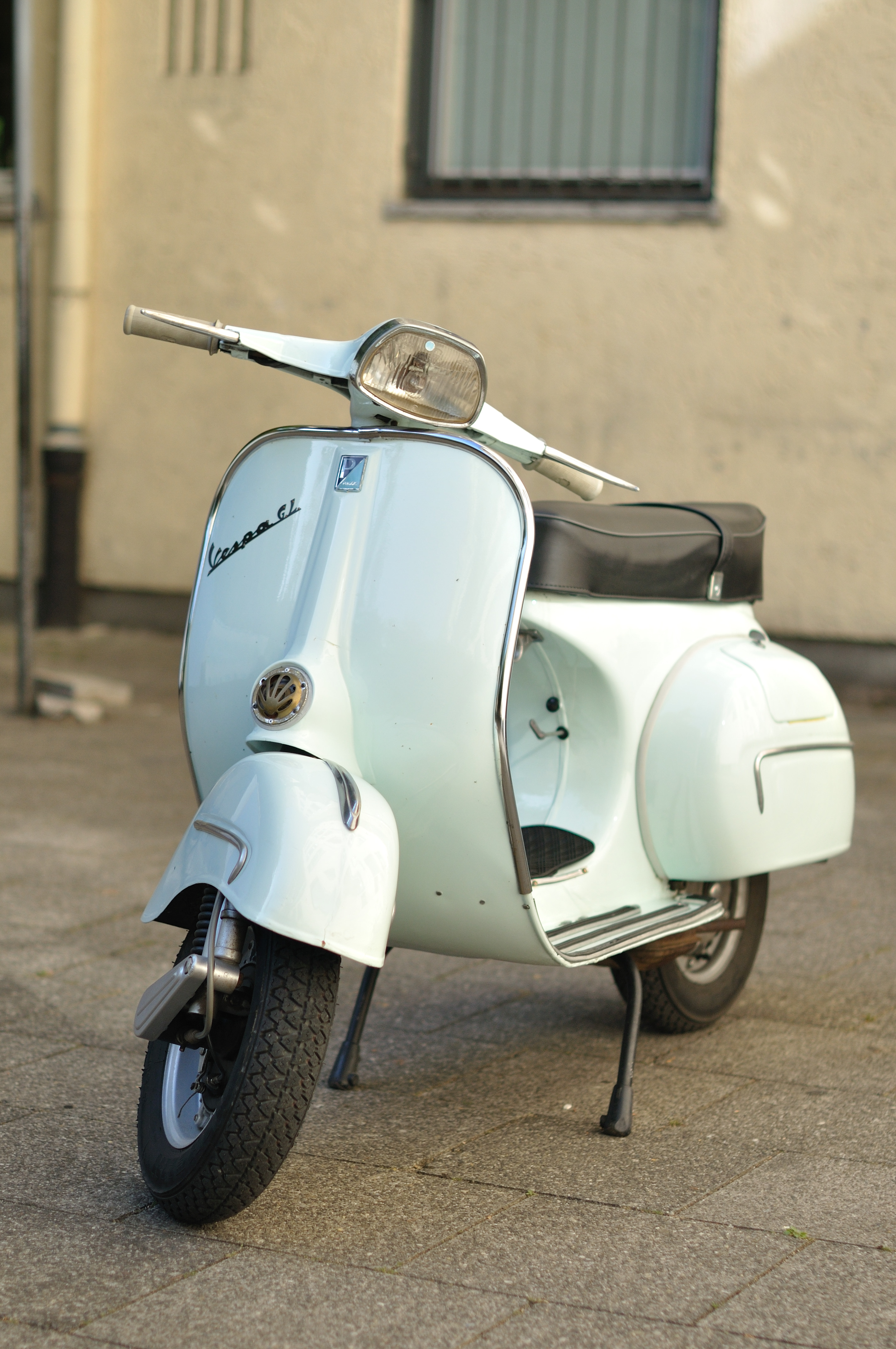
1962 Vespa 150 GL

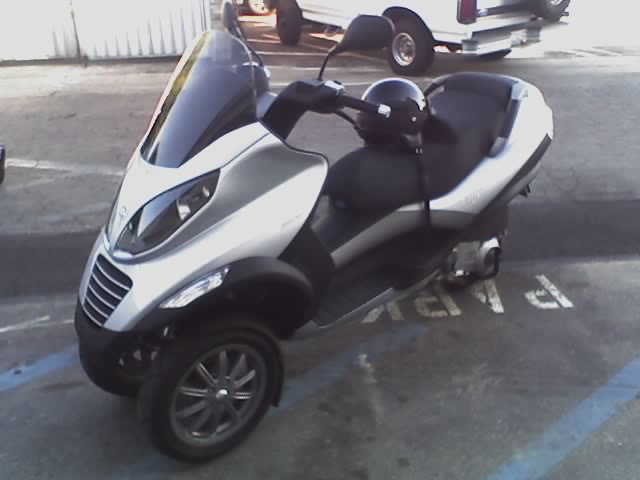
Piaggio MP3 háromkerekű robogó

### A csoport márkái
- Aprilia – motorkerékpárok, robogók és segédmotoros kerékpárok
- Piaggio – robogók, segédmotoros kerékpárok.
- Vespa – robogók és segédmotoros kerékpárok
- Scarabeo – robogók és segédmotoros kerékpárok
- Derbi – motorkerékpárok, robogók, segédmotoros kerékpárok és szabadidős ATV-k
- Gilera – motorkerékpárok, robogók, segédmotoros kerékpárok és szabadidős ATV-k
- Moto Guzzi – motorkerékpárok
- Piaggio Commercial Vehicles – könnyű haszongépjárművek

## Járművek

### Gyártásban
2 kerekű járművek
- Piaggio Fly (ázsiai piac)
- Piaggio Beverly
- Piaggio Liberty
- Piaggio Medley
- Piaggio Vespa
- Piaggio Zip
- Piaggio X7 (ázsiai piac)
- Piaggio 1

3 kerekű járművek
- Piaggio MP3
- Piaggio Ape
- Piaggio Ape xtra LD
- Piaggio Ape E CITY, elektromos
- Piaggio MyMoover

Haszonjárművek
- Piaggio Porter

### Korábbi modellek
2 kerekű járművek
- Piaggio Boss
- Piaggio Boxer
- Piaggio Bravo
- Piaggio Carnaby
- Piaggio Ciao
- Piaggio Cosa
- Piaggio Diesis
- Piaggio Free
- Piaggio Grande
- Piaggio Grillo
- Piaggio Hexagon
- Piaggio NRG
- Piaggio Quartz
- Piaggio Scatto
- Piaggio Sfera
- Piaggio Skipper
- Piaggio Si
- Piaggio Toledo
- Piaggio Typhoon
- Piaggio Vespino
- Piaggio Velofax
- Piaggio X7
- Piaggio X8
- Piaggio X9
- Piaggio X10
- Piaggio Xevo

3 kerekű járművek
- Piaggio Ciao Porter

Haszonjárművek
- Piaggio Quargo

Repülőgép-hajtóművek (1920-1950)
- Piaggio P.VI
- Piaggio P.VII
- Piaggio P.VIII
- Piaggio P.IX
- Piaggio PX
- Piaggio P.XI
- Piaggio P.XII
- Piaggio P.XV

### Elektromos robogók
A Piaggio MP3 plug-in hibrid változata 125-ös benzinmotorral van szerelve, ami körülbelül 1,67 L/100 km fogyasztást ígér és 21 km-es tisztán elektromos hatótávot. Ez a motor 2009-ben jelent meg.
A 2021-es Pekingi Autószalonon a Piaggio bemutatta a vadonatúj Piaggio 1 elektromos robogót. Ez a modell három változatban készül: 1 base, 1+ és 1 active. Az 1-es alap 1,4 kWh-s és 48 V-os akkumulátorral, 1,2 kW-os motorral, 85 Nm-es forgatónyomatékkal, 45 km/h-s maximális sebességgel (ezért segédmotoros kerékpárként is jóváhagyott) és 55 km-es hatótávval rendelkezik. Az 1+ változat a 2,3 kWh-ra növelt akkumulátorban és a 100 kilométeres hatótávban különbözik. Az 1 Active modellben ugyanilyen 2,3 kWh-s akkumulátor található, de a motor maximális teljesítménye 2 kW, a nyomaték 95 Nm, a maximális sebesség pedig 60 km/h (motoros homologizáció), az átlagos hatótáv 85 km. Az összes verzió töltési ideje 6 óra.